# رزی کینگ
رزی کینگ (متولد ۱۹۹۸) نویسنده، سخنران عمومی و مدافع حقوق اوتیسم بریتانیایی است. او در یک مستند در شبکه بی‌بی‌سی در این زمینه نقش آفرینی کرده‌است و یکی از همکاران برجسته سریال تلویزیونی پابلو است.

## زندگی‌نامه
کینگ در سن ۱۰ سالگی پس از مطالعه کتابی که والدینش برای توضیح تشخیص اوتیسم برادرش به او داده بودند، خود را به مبتلا اوتیسم تشخیص داد. او پس از یک فرایند یک ساله رسماً به سندرم آسپرگر تشخیص داده شد.
او در سال ۲۰۱۲ در مستند من و اوتیسم من در شبکه بی‌بی‌سی ظاهر شد که در آن سال برنده جایزه بین‌المللی امی کودکان برای بهترین فیلم واقعی در کن و جایزه انجمن تلویزیون سلطنتی بریتانیا برای صنایع دستی و طراحی شد.
در سال ۲۰۱۴ کنفرانس تدمد از او دعوت شد تا در مورد تشخیص اوتیسم خود صحبت کند. او در مورد اینکه چگونه اوتیسم خود را به‌عنوان یک دارایی می‌بیند و نه چیزی که او را عقب نگه می‌دارد صحبت کرد.